# Koroshi
El koroshi és una de les llengües iràniques de la branca nord-occidental parlada per prop de 1000 persones de la província de Fars i en risc d'extinció. Té relació genètica amb el persa dels medes, si bé no és un descendent directe sinó una variant de la mateixa llengua comuna, perduda. Sembla que el koroshi va sorgir com a idioma independent cap al segle VIII però l'escassedat de testimonis escrits fa que la seva història romangui encara en gran part per estudiar. A diferènciea dels idiomes veïns orientals, el koroshi no té cap fonema africat.